# Synodontis cuangoana
Synodontis cuangoana är en fiskart som beskrevs av Poll, 1971. Synodontis cuangoana ingår i släktet Synodontis och familjen Mochokidae. IUCN kategoriserar arten globalt som sårbar. Inga underarter finns listade i Catalogue of Life.